# Las Còuts
Las Caums (occità) (en francès Lascaux) és un municipi francès al departament de la Corresa i a la regió de la Nova Aquitània. Al seu terme municipal hi ha les coves de Lascaux.

## Demografia
| 1962                                       | 1968 | 1975 | 1982 | 1990 | 1999 | 2007 |
| ------------------------------------------ | ---- | ---- | ---- | ---- | ---- | ---- |
| 246                                        | 252  | 221  | 193  | 167  | 154  | 170  |
| Des de 1962: població sense dobles comptes |      |      |      |      |      |      |

## Administració
| Període | Identitat    | Partit |
| ------- | ------------ | ------ |
| 2001-   | Alain Zizard | PS     |